# قصر لانگنزل
لانگنزل - قصری برای وینگ چون 

قصر لانگنزل در شهر هیدل برگ آلمان

مکانی رمانتیک و پنهان شده در میان جنگلی انبوه از درختان، در ۲۰ کیلومتری شهر هیدل‌برگ آلمان، مطابق هر آن چیزی که از یک مدرسه هنرهای رزمی آسیایی – چینی انتظار می‌رود. معماری زیبا، دیوارهایی سنگی و قدیمی، درهای چوبی با نقوشی زیبا و ….

## ادارهٔ مرکزیوینگ چوندر اروپا
زمانی که پروفسور کیت. آر. کرنشپشت در یکم اکتبر ۱۹۷۹، اداره مرکزی EWTO را در «لنوسترامی» شهر «هیدل برگ» افتتاح کرد، رویایهای فراوانی را در ذهن می‌پروراند. او از شهر «کیل» به شمال شهر «هیدلبرگ» نقل مکان کرد تا بتواند در فواصل زمانی منظم از همه گروه‌های EWTO بازدید کند و شرایطی مطلوب برای آموزش مربیان ارشد فراهم نماید. در همان زمان وی (آکادمی هنرهای رزمی هیدل برگ) را تأسیس کرد تا در آن آموزش‌های مقدماتی ارائه شود اما این آغاز راه بود …
سال ۱۹۸۲ میلادی آغاز شد. رویاهای استاد کرنشپشت در حال تحقق بود و او امیدوارانه به تلاش‌های خود ادامه می‌داد. سرانجام در پایان همین سال آرزوهای دیرینه پروفسور کرنشپشت و استادش پروفسور لئونگ تینگ به تحقق پیوست و ایشان توانستند یک شعبه قصر لانگنزل را جهت آموزش وینگ چون در اختیار بگیرند، و آنجا را تبدیل به ادارهٔ مرکزی وینگ چون در اروپا کنند.
اما در سال‌های ابتدایی، فراگیری وینگ چون به سادگی امروز نبود. شخص علاقه‌مند باید روزهای زیادی را با صبر فروان پشت درهای لانگنزل منتظر می‌ماند تا اجازه ورودش صادر شود و البته این شرایط دشوار سبب جلب توجه عده‌ای زیادی از رزمی کاران به آموزش‌های ویژه ارائه شده در این قصر شد. آرام آرام شرایط ورود تغییر کرد. موانع کمتر و کسب معیارهای اولیه ساده‌تر شد. تعداد هنرجویان روز به روز بیشتر و بیشتر می‌شد و این روند تا جایی پیشرفت که امروزه هر هنرجوی علاقه‌مند می‌تواند یا پرداخت هزینه‌های هر دوره آموزشی در کلاس‌هایی که در قصر برگزار می‌گردد شرکت نماید.
نکته قابل توجه در این مورد اینست که هزینه‌های دوره‌های آموزشی WT در قصر لانگنزل آنقدر سرسام‌آور است که معمولاً هر فردی به سادگی نمی‌تواند در آن‌ها شرکت کند و در حال حاضر این هزینه‌ها تنها مانع اساسی برای ورود به قصر لانگنزل می‌باشد.
هم‌اکنون اداره مرکزی WT در اروپا، قصر لانگنزل می‌باشد و کارمندان آن تحت رهبری پروفسور کرنشپشت مشغول ارائه خدمات به بسیاری از مربیان و هنرجویان در اروپا، آفریقا، آمریکا، آسیا و اقیانوسیه می‌باشد و نماینده رسمی در ایران الگو:گرند مستر شیرویه حسن‌زادهمی‌باشند.